# Драгана Маринковић
Драгана Маринковић (Пула, 19. октобар 1982) српска је одбојкашица која игра на позицији средњег блокера. Каријеру је започела у родној Пули, а највећи део каријере провела је играјући у бројним клубовима у Италији. Највећи клупски успех остварила је освајањем ЦЕВ Купа.
Наступала је за репрезентацију Хрватске на међународним такмичењима пре него што је стекла услов да се такмичи за Србију. Била је члан репрезентације Србије на Светском првенству 2010. у Јапану.

## Успеси
- ЦЕВ Куп: 2005.
- Првенство Хрватске: 2000
- Првенство Италије: 2002, 2005. и 2010.
- Куп Италије: 2005.
- Суперкуп Италије: 2009.
- Првенство Румуније: 2008.
- Куп Румуније: 2008.
- Првенство Турске: 2012.